# Траволатор

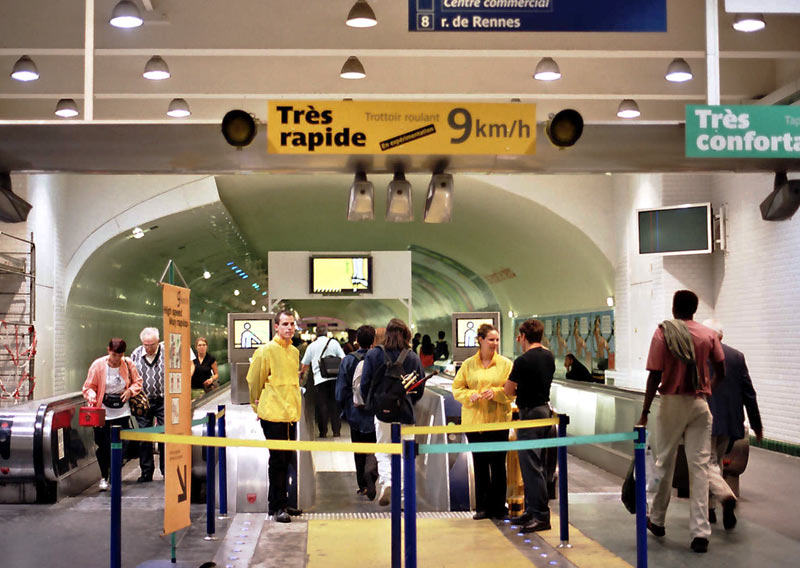
Експериментальна доріжка довжиною 185 метрів швидкісного траволатора метро в Парижі

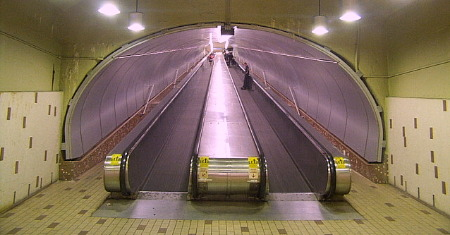
Доріжка метро в Монреалі

Травола́тор (травала́тор, травела́тор рухомий тротуар, пасажирський конвеєр) — безщабельна рухома доріжка, що дозволяє прискорити або полегшити пересування пішоходів.

## Походження терміна
Назва була запозичена з англійської мови, де для даного терміна теж немає єдиного варіанту написання: travelator, travellator і trav-o-lator, moving walkway, moving sidewalk (in the US), moving pavement, autopedescalator, walkalator, travelator, autowalk, horizontal escalator, slidewalk або moveator
Ще траволатор називають «рухомою доріжкою», «рухомим тротуаром» або «пасажирським конвеєром».

## Конструкція
Траволатори зазвичай бувають двох типів:
- Палетного типу — неперервна низка металевих пластин, які утворюють траволатор. Зазвичай мають металеву поверхню, хоч інколи влаштовують гумові поверхні.
- Рухомий ланцюг — металеві або гумові ланцюги, що рухаються по металевих роликах.

Майже всі траволатори обладнанні рухомими поручнями як і ескалатори.

Схема роботи

Траволаторами зазвичай обладнають торгівельні комплекси, аеропорти, вокзали, виставкові комплекси.
Траволатори будуються як похилі (встановлюються під невеликим кутом, тобто як альтернатива ескалаторам, але частіше у випадках, де для встановлення ескалатора кут нахилу недостатній), значно частіше застосовуються абсолютно горизонтальні (через цю можливість застосування траволаторів ширше, ніж ескалаторів).
Причому у похилого траволатора є певний істотний плюс перед ескалатором — через відсутність щаблів на траволаторі набагато зручніше й легше пересуватися з дитячим, продуктовим, інвалідним візками, валізами тощо.

## Швидкісні траволатори
Наприкінці 1960-х років Dunlop Rubber розробив швидкісну систему. Її прототип продемонструвався у 1970 році в Osaka Expo і пізніше в Battelle Institute в Женеві. Траволатор був схожий на широченний ескалатор, з широкими металевими пластинами у формі паралелограма. Одні пластини рухались швидше за інші та утворювали вузьку стежку, що рухалася зі швидкістю 15 км/год. Але конструкція мала низку недоліків, а саме:
- недосвідченим пасажирам було важко зрозуміти, як користуватися конструкцією;
- не була продумана конструкція поручнів.

Система розроблялась як стенд на короткі відстані задля пришвидшення або пригальмовування і переходу на звичайний, але швидкісний траволатор, який би обслуговував великі відстані. На жаль, ця розробка не пішла в промислове виробництво.
Інша спроба створення швидкісного траволатору була у 1980-х роках — TRAX («Trottoir Roulant Accéléré»), який був розроблено Dassault Aviation і RATP її експериментальний зразок був змонтований в Парижі на станції Паризького метрополітену Інваліди. Швидкість коливалась від 3 км/год до 15 км/год, але траволатор зазнав невдачі через його складність і комерційно ніколи не експлуатувався.
В середині 1990-х років Loderway Moving Walkway запатентувала і ліцензувала промислове виробництво траволаторів. Експериментальні системи були встановлені на Вокзалі Фліндерс-стріт Стейшн в Мельбурні та в аеропорту Брисбена в Австралії. Ці траволатори мали вельми позитивні відгуки пасажирів, але на постійну основу траволатори не були переведені. Ці траволатори мають декілька смуг, що рухаються з різною швидкістю, а також поручні, що також мають різну швидкість руху.
У 2002 році, перший вдалий швидкісний траволатор був змонтований на станції Монпарнас-Б'єнвен'ю Паризького метрополітену. Початково працював зі швидкістю 12 км/год, але деякі пасажири не могли втримати рівновагу і швидкість зменшили до 9 км/год. Було оцінено, що мешканці передмістя, користуючись траволатором двічі на день за рік економлять 11,5 годин.

## Місця застосування
Траволатор застосовується в довгому переході в аеропорту «Схіпгол» у місті Амстердам. Він іде паралельно крамниці Duty free.
Великі термінали аеропорту ім. Дж. Ф. Кеннеді в Нью-Йорку використовують траволатори для прискорення пересування пасажирів.

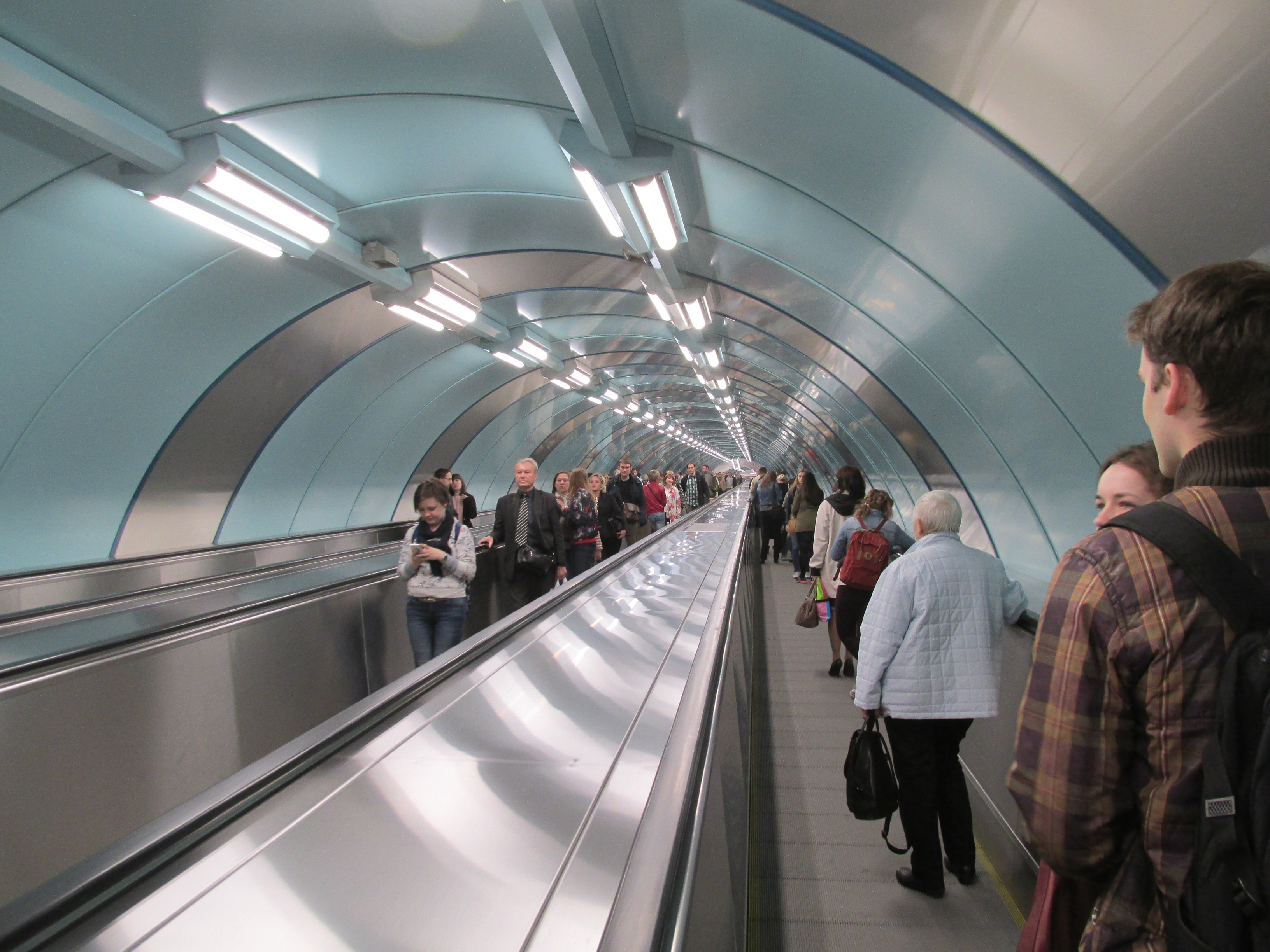
Травалатор на станції метро «Спортивна»

Також траволаторами оснащені сеульський аеропорт «Інчхон» (Південна Корея), барселонський аеропорт «El Prat de Llobregat» (Іспанія), стамбульський аеропорт «Ататюрк» (Туреччина) тощо.
В Санкт-Петербурзі на станції метро  «Спортивна» нижній ярус якої з'єднаний 27 травня 2015 року з Васильєвським островом спеціальним тунелем, що прямує під річкою Малої Неви і оснащеним траволаторами. Також введено в експлуатацію другий вихід зі «Спортивної» з іншим боком Тучкова моста 300-метровим підземним пасажирським тунелем.
В Київському метрополітені згідно з Державною програмою розвитку метрополітенів до 2010 року планувалося встановлення траволаторів у переході зі станції   «Хрещатик» на станцію   «Майдан Незалежності». Проте під час ремонту на початку 2012 року замість траволаторів у переході було укладене гранітне покриття для підлоги поверх асфальтового. 
Московський торгово-пішохідний міст Багратіон обладнаний чотирма траволаторами.
Двома довгими траволаторами обладнаний гіпермаркет «Самохвал» в Серпухові.
У Парижі, на Північному вокзалі, де перетинаються відразу 5 ліній, також встановлено 100-метровий траволатор.
У Петербурзі вони встановлені ще в торговельних комплексах «МЕГА», по два в кожному.
Перед входом в Паризькому Диснейленді.
У торговому центрі «Епіцентр» — салон декору «Деко»  — в м. Хмельницький, Україна.
У ТЦ «Гулівер» — м. Павлоград, Дніпропетровської області, Україна
У ТЦ «Мегацентр» (м. Чернігів, Україна) — вхід/вихід до супермаркету «Екомаркет», що розташований на цокольному поверсі будівлі.
У ТЦ «Forum Lviv» (м. Львів, Україна) — вхід/вихід до парковки автомобілів у підвальному приміщенні торговельного центру.
У місті Харкові в терміналі вокзалу Харків-Пасажирський Південної залізниці.